# František Stehno
František Stehno (* 7. července 1949) je český trenér vodního lyžování, bývalý československý reprezentant, vicemistr světa, čtyřnásobný mistr Evropy, vítěz evropské série Grand Prix, mistr Československa ve figurální jízdě a zasloužilý mistr sportu. Trénoval národní reprezentanty v Československu, Itálii, Řecku a ve Spojeném království.

## Sportovní kariéra
Se sportem začínal v hokejovém dorostu Tesly Pardubice. V jeho patnácti letech ho v létě 1965 otec bral na lyže za motorový člun na přehradu v Seči a na Chrudimce, ideální místo s páchnoucím a hlučným motorovým člunem mimo rekreanty a chataře našli poté v pískovně v Rosicích u Přelouče na mrtvém ramenu řeky Labe, kde byl v té době nejlepší lyžař a zužitkoval i techniku z jízdy na bruslích jako okamžitá změna směru, okamžité zastavení či jízdu pozpátku. K tomu si zrekonstruovali vlastní člun značky Wartburg. První závod absolvoval v sedmnácti letech, poté s otcem přišli na to, jak triky trénovat. První závod vyhrál v roce 1967 v Praze, jezdil v oddílech Slávie VŠCHT a TJ Sokol Nemošice. Na vojně absolvoval sportovní přípravu s kanoisty.
Od roku 1969 se účastnil MS a od roku 1968 ME, zde získal řadu medailí. MS v roce 1973 v Bogotě se nemohl spolu s kolegou Zdeňkem Hovorkou zúčastnit, československá reprezentace se neúčastnila ani ME 1974 v Jihoafrické republice. V roce 1976 se umístil sedmý v anketě Sportovec roku. V roce 1977 se nemohl účastnit ME v rakouském Annenheimu z politických důvodů díky účasti závodníků za JAR, zde měl velkou šanci na získání pátého titulu (1. místo 6300 bodů, 2. místo 4800 bodů). Krátce na to byli jihoafričtí reprezentanti vyloučeni z MS 1977 v Miláně (Kanál Hydroscala patřil místní italské komunistické straně), Františkovo letadlo přistálo půl hodiny před startem závodu, startoval jako poslední, z nervozity jednu figuru ošidil a nakonec získal bronzovou medaili.
V roce 1978 se účastnil znovu ME ve francouzském Tample Sur Lot, tentokrát si medaili neodvezl, ale svou úspěšnou kariéru zde započal domácí supermistr Evropy i světa Patrice Martin, kterému byl vzorem. Poslední (bronzovou) medaili pak získal ne ME 1979 v Římě a s reprezentací skončil sedmý na MS v Torontu a přenechává závodní pole mladším dravcům. Stal se zasloužilým mistrem sportu trenérem. Na jeho úspěchy navázal až po třiceti letech Adam Sedlmajer.
Závodil na italských lyžích Freyrie s nápisem "STEHNO". Posléze navrhl firmě úpravy těchto lyží, na kterých za dvakrát 20 s dokázal předvést velké množství figur / triků, jeho nový evropský rekord byl přes 5000 bodů. Vyhrál také evropskou sérii Grand Prix.

## Trenérská dráha
Po roce 1979 pracoval jako národní trenér. Po úspěchu českých vodních lyžařů na Lagod’Orta dostal nabídku angažmá v Itálii. Zde působil v letech 1983-1989 a mezi jeho svěřence patřil také Patrizio Buzzotta. Dále trénoval ve Stehno Marine Clubu dceru Petra Stehnová (juniorská mistryně světa, závodila do 18 let), sestry Čadkovy, Jana Danihelku, Pavla Poláka nebo Pavlu Stráníkovou. V roce 1999 působil v Řecku (trojnásobná mistryně světa Angeliki Andriopoulou), v letech 2000-2001 trénoval juniorskou reprezentaci v Anglii. Od té doby působí jako trenér v mělické pískovně v Přelouči. Organizoval u nás ME 2014.